# Пак Чхан Ук
Пак Чхан Ук (іноді помилково  Чан Вук Парк; кор. 박찬욱) — південнокорейський кінорежисер, кіносценарист та кінопродюсер.

## Біографія

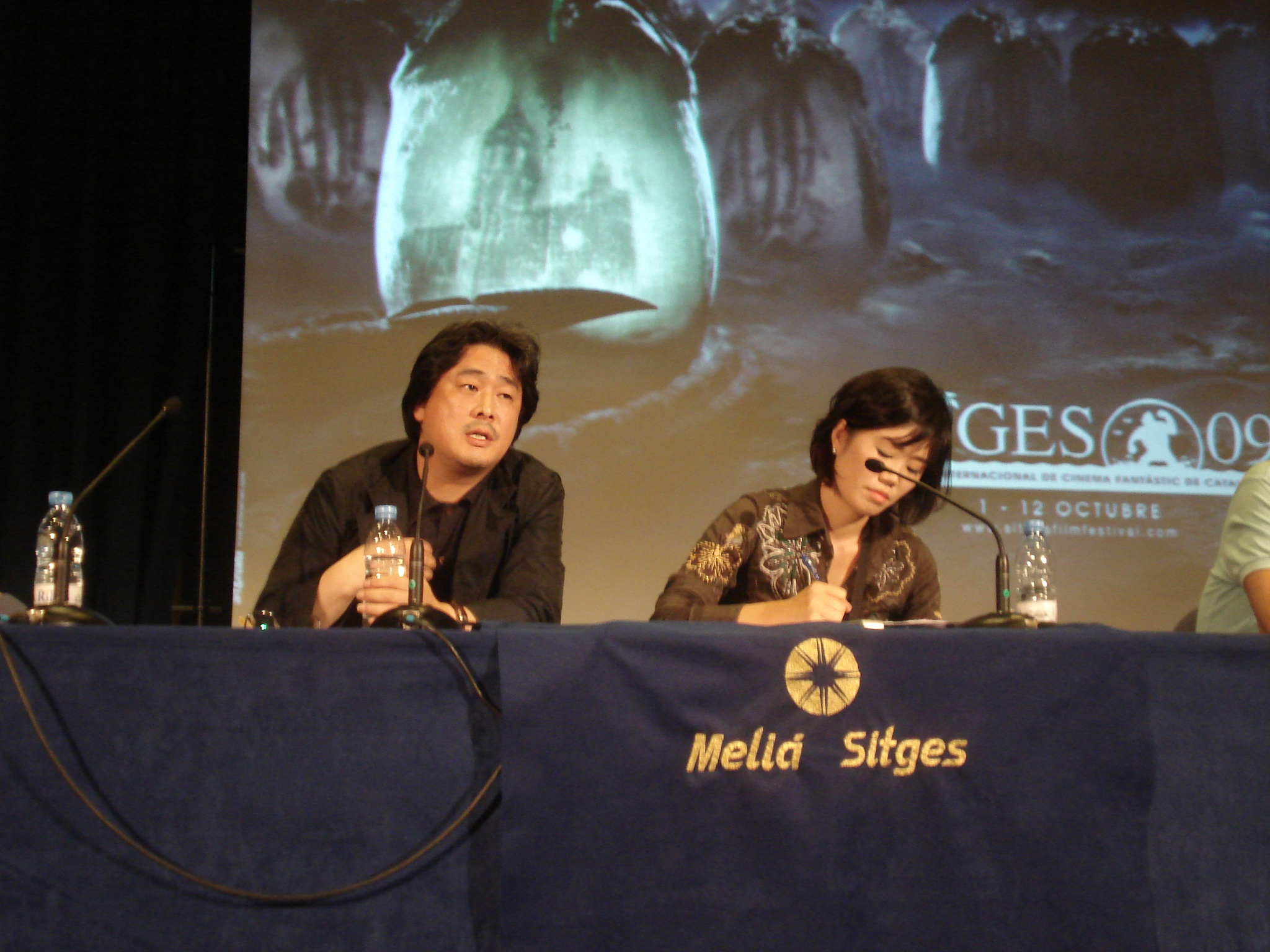
Майстер-клас Пак Чхан Ука на Міжнародному кінофестивалі в Каталонії 2009 року

Пак Чхан Ук народився 23 серпня 1963 року в Сеулі. Пристрасть Пака до кіно відкрилася ще в студентські роки, коли він навчався в Соганському університеті, де заснував клуб під умовною назвою «Банда кінолюбителів». Закінчивши університет та отримавши ступінь з філософії, Пак поставив собі за мету знімати фільми, які були б краще, ніж більшість фільмів, що з'являлися тоді в Кореї. Він також опублікував кілька критичних статей про кіно.
Перша стрічка Пака, дія якої розгортається в місті Пусан, називається Місяць — мрія сонця (1992). Це гангстерський фільм про двох зведених братів, які ведуть дуже різний спосіб життя. Фільм «Три подільники» (1997) — комедія про горопашне тріо, що ховається від правосуддя. Однак саме третій фільм Пака — «Об'єднана зона безпеки» — принесла режисерові найбільшу популярність, піднявши його в ранг найпопулярніших режисерів Кореї. Фільм отримав майже всі премії корейської кінематографії, включно з «Блакитним драконом» «за найкращий фільм» та «найкращу режисерську роботу».
У лютому 2011 року Пак Чхан Ук з аншлагом представив на Берлінському кінофестивалі короткометражну кінострічку «Нічна рибалка» («Життя, повне злетів та падінь»), зняту спільно з рідним братом, медіахудожником Пак Чхан-Кьоном. Особливістю фільму, бюджет якого склав 140 тисяч доларів, є те, що він повністю знятий на iPhone 4.

## Фільмографія

### Режисер
- 1992 — Місяць — мрія сонця /The Moon Is… the Sun's Dream/달 은… 해 가 꾸는 꿈
- 1999 — Суд /Judgement/Simpan (короткометражний)
- 2000 — Об'єднана зона безпеки /Joint Security Area/Gongdong gyeongbi guyeok JSA/공동 경비 구역 JSA
- 2002 — Співчуття панові Помста /Sympathy for Mr. Vengeance/Boksuneun naui geot/복수 는 나의 것
- 2003 — Якби ви були мною (епізод «Ніколи не закінчуються мир і любов») /If You Were Me (N.E.P.A.L.:Never Ending Peace and Love) /Yeoseot gae ui siseon/여섯 개의 시선
- 2003 — Олдбой/Oldboy/올드 보이
- 2004 — Три… екстрими (епізод «Знято!») /Three… Extremes (Cut) /Saam gaang yi/쓰리, 몬스터
- 2005 — Співчуття пані Помста /Lady Vengeance/Chinjeol-han Geumja-ssi/친절한 금자씨
- 2006 — Я — кіборг, але це нормально /I'm a Cyborg, But That's OK/Saibogujiman kwenchana/사이보그 지만 괜찮아
- 2009 — Жага /Thirst
- 2013 — Стокер /Stoker
- 2016 — Служниця /The Handmaiden / Agasshi / 아가씨
- 2022 — Рішення піти /Decision to Leave / 헤어질 결심
- 2025 — Немає іншого вибору / No Other Choice / 어쩔수가없다

### Сценарист
- 1997 — Тріо/Trio
- 2000 — Анархісти/The Anarchists/아나키스트 (реж. Ю Йон Сик)
- 2000 — Об'єднана зона безпеки
- 2001 — Гуманіст/휴머니스트 (реж. Лі Му Юн)
- 2002 — Співчуття панові Помста
- 2002 — Незвичайний любовний трикутник/Bizzare Love Triangle/Cheoleobtneun anaewa paramanjanhan nampyeon geurigo taekwon sonyeo/철없는 아내 와 파란만장 한 남편 그리고 태권 소녀 (реж. Лі Му-юн)
- 2003 — Олдбой
- 2004 — Три… екстрими — новела «Знято!»
- 2005 — Співчуття пані Помста
- 2005 — Хлопчик на небесах/Sonyeon, Cheonguk-e gada
- 2006 — Я кіборг, але це нормально
- 2009 — Жага/Thirst
- 2011 — Життя, повне злетів та падінь/PARANMANJANG, PARKing CHANce (спільно з Чхан-Ген Паком) — учасник програми короткомертажних фільмів 61-го Берлінського МКФ[2].
- 2016 — Правда внизу / The Truth Beneath/ 비밀은 없다
- 2022 — Рішення піти /Decision to Leave / 헤어질 결심
- 2025 — Немає іншого вибору / No Other Choice / 어쩔수가없다

### Продюсер
- 2008 — Transperceneige
- 2008 — Hongdangmu
- 2009 — Жага / Thirst
- 2013 — Крізь сніг / Snowpiercer
- 2022 — Рішення піти /Decision to Leave / 헤어질 결심
- 2025 — Немає іншого вибору / No Other Choice / 어쩔수가없다

### Актор
- 1994 — Туш для вій / Mascara (реж. Лі Хун)
- 2006 — Відродження корейського кіно / Les Renaissances du cinéma Corée (грає самого себе)

### Нагороди

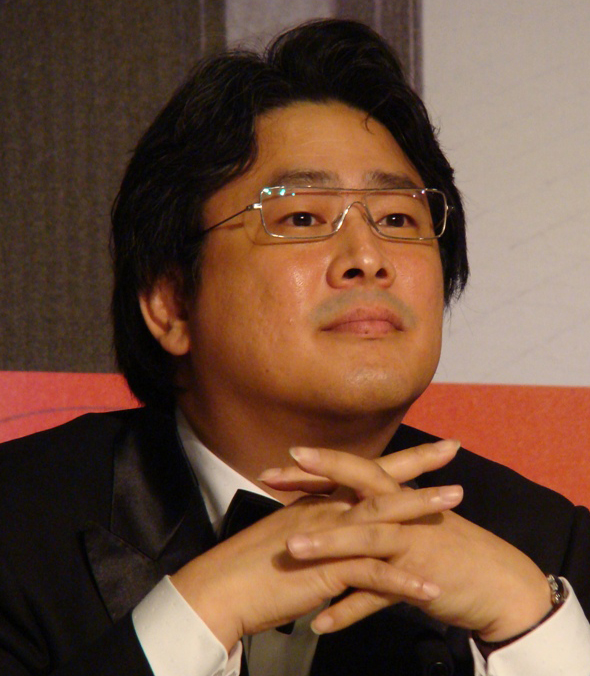
Чхан Ук на Канському кінофестивалі 2009 року

- 1999 — Суд / Judgment (короткометражний) — Міжнародний кінофестиваль короткометражних фільмів у Клермон-Феррані
- 2000 — Об'єднана зона безпеки/JSA: Joint Security Area — Міжнародний кінофестиваль у Берліні 2001 — конкурсна програма
- 2002 — Співчуття панові Помста/Sympathy for Mr. Vengeance — Міжнародний кінофестиваль у Берліні 2003 — програма «Форум молодого кіно»
- 2003 — Олдбой/Oldboy — Міжнародний кінофестиваль в Каннах 2004 — конкурсна програма